# Konstantinos Logothetopoulos

Konstantinos Logothetopoulos

Konstantinos Logothetopoulos (Grieks: Κωνσταντίνος Λογοθετόπουλος) (Nauplion, 1878 - Athene, 6 juli 1961) was een Griekse dokter die van 2 december 1942 tot 7 april 1943 de Griekse regering tijdens de bezetting door de asmogendheden tijdens de Tweede Wereldoorlog leidde.

## Levensloop
Konstantinos Logothetopoulos werd in 1878 geboren in Nauplion. Hij studeerde geneeskunde in München en vestigde zich in het Duitse Rijk, waar hij geneeskunde onderwees tot in 1910, het jaar dat hij terugkeerde naar Griekenland. In Griekenland stichtte hij een privékliniek en verzorgde gewonde soldaten tijdens de twee Balkanoorlogen (1912-1913 en 1913). In 1916 werd hij ontslagen en stichtte hij een privédokterspraktijk. Tijdens de Grieks-Turkse Oorlog van 1919-1922 verzorgde hij opnieuw gewonde soldaten in het Legerhospitaal van Athene.
Na het einde van de oorlog werd Logothetopoulos professor gynaecologie aan de Universiteit van Athene. Aan de universiteit bracht hij het tot hoogleraar. Tijdens zijn mandaat van hoogleraar onderwees en assisteerde hij veel jonge dokters in hun studies zoals Grigoris Lambrakis.
In 1941 gaf Griekenland zich na de Slag om Griekenland over aan nazi-Duitsland. Logothetopoulos, die de Duitse taal vlot sprak en getrouwd was met de nicht van de Duitse veldmaarschalk Wilhelm List, werd benoemd tot vice-eersteminister en minister van Onderwijs in de eerste collaboratieregering van Georgios Tsolakoglou. Van 1942 tot 1943 was hij zelf eerste minister van deze regering en daarna werd hij opgevolgd door Ioannis Rallis.
Nadat de Wehrmacht in 1944 Griekenland verliet, vluchtte Logothetopoulos samen met hen naar nazi-Duitsland. Hij werd later gevangengenomen door het Amerikaanse leger en in 1946 overgeleverd aan de Griekse autoriteiten. Hij werd wegens collaboratie veroordeeld tot een levenslange gevangenisstraf, maar in 1951 werd hij vrijgelaten.
Logothetopoulos stierf in juli 1961 in Athene.
- Gemeinsame Normdatei: 122402154
- International Standard Name Identifier: 0000 0000 1273 1346
- Library of Congress Control Number: nb2015023254
- Virtual International Authority File: 69809332
- WorldCat: E39PBJkHtvg8PYCg6C98Jj9CcP